# Argentina en la Copa América 2015
La selección de Argentina fue uno de los 12 equipos participantes de la Copa América 2015, torneo que se organizó en Chile entre el 11 de junio y el 4 de julio de 2015.

## Preparación

### Partidos previos
Datos correspondientes al periodo entre la finalización de la Copa Mundial de Fútbol de 2014 y el inicio de la Copa América 2015
| Fecha                   | Lugar           | Competición |             |                        | Resultado |                      |           |
| ----------------------- | --------------- | ----------- | ----------- | ---------------------- | --------- | -------------------- | --------- |
| 3 de septiembre de 2014 | Düsseldorf      | Amistoso    | Alemania    | Bandera de Alemania    | 2:4 (0:2) | Bandera de Argentina | Argentina |
| 11 de octubre de 2014   | Beijing         | Amistoso    | Brasil      | Bandera de Brasil      | 2:0 (1:0) | Bandera de Argentina | Argentina |
| 14 de octubre de 2014   | Hong Kong       | Amistoso    | Hong Kong   | Bandera de Hong Kong   | 0:7 (0:3) | Bandera de Argentina | Argentina |
| 12 de noviembre de 2014 | Londres         | Amistoso    | Argentina   | Bandera de Argentina   | 2:1 (0:1) | Bandera de Croacia   | Croacia   |
| 18 de noviembre de 2014 | Mánchester      | Amistoso    | Argentina   | Bandera de Argentina   | 0:1 (0:0) | Bandera de Portugal  | Portugal  |
| 28 de marzo de 2015     | Landover        | Amistoso    | El Salvador | Bandera de El Salvador | 0:2 (0:0) | Bandera de Argentina | Argentina |
| 31 de marzo de 2015     | East Rutherford | Amistoso    | Argentina   | Bandera de Argentina   | 2:1 (1:1) | Bandera de Ecuador   | Ecuador   |
| 6 de junio de 2015      | San Juan        | Amistoso    | Argentina   | Bandera de Argentina   | 5:0 (3:0) | Bandera de Bolivia   | Bolivia   |

#### Alemania vs. Argentina
| 3 de septiembre de 2014 | Alemania                 | 2:4 (0:2) | Argentina                                              | ESPRIT Arena, Düsseldorf                                  |                                                           |
| 20:45 (UTC+2)           | Schürrle 52' · Götze 78' | Reporte   | Agüero 20' · Lamela 40' · Fernández 47' · Di María 50' | Asistencia: 51 132 espectadores Árbitro(s): Björn Kuipers | Asistencia: 51 132 espectadores Árbitro(s): Björn Kuipers |

| Uniformes | Uniformes |
| --------- | --------- |
|           |           |

#### Brasil vs. Argentina
| 11 de octubre de 2014 | Brasil            | 2:0 (1:0) | Argentina | Estadio Nacional, Beijing                           |                                                     |
| 20:05 (UTC+8)         | Tardelli 28', 64' | Reporte   |           | Asistencia: 52 313 espectadores Árbitro(s): Fu Ming | Asistencia: 52 313 espectadores Árbitro(s): Fu Ming |

| Uniformes | Uniformes |
| --------- | --------- |
|           |           |

#### Argentina vs. Croacia
| 12 de noviembre de 2014 | Argentina                      | 2:1 (0:1) | Croacia      | Upton Park, Londres                                        |                                                            |
| 19:45 (UTC+0)           | Ansaldi 49' · Messi 57' (pen.) | Reporte   | Sharbini 11' | Asistencia: 19 834 espectadores Árbitro(s): Andre Marriner | Asistencia: 19 834 espectadores Árbitro(s): Andre Marriner |

| Uniformes | Uniformes |
| --------- | --------- |
|           |           |

#### Argentina vs. Portugal
| 18 de noviembre de 2014 | Argentina | 0:1 (0:0) | Portugal        | Old Trafford, Mánchester                                    |                                                             |
| 19:45 (UTC+0)           |           | Reporte   | Guerreiro 90+1' | Asistencia: 40 000 espectadores Árbitro(s): Martin Atkinson | Asistencia: 40 000 espectadores Árbitro(s): Martin Atkinson |

| Uniformes | Uniformes |
| --------- | --------- |
|           |           |

#### El Salvador vs. Argentina
| 28 de marzo de 2015 | El Salvador | 0:2 (0:0) | Argentina                           | FedExField, Landover                                      |                                                           |
| 16:30 (UTC-4)       |             | Reporte   | Renderos 54' (a.g.) · Mancuello 88' | Asistencia: 53 968 espectadores Árbitro(s): Mario Escobar | Asistencia: 53 968 espectadores Árbitro(s): Mario Escobar |

| Uniformes | Uniformes |
| --------- | --------- |
|           |           |

#### Argentina vs. Ecuador
| 31 de marzo de 2015 | Argentina               | 2:1 (1:1) | Ecuador     | MetLife Stadium, East Rutherford                            |                                                             |
| 20:00 (UTC-4)       | Agüero 8' · Pastore 58' | Reporte   | Bolaños 24' | Asistencia: 48 000 espectadores Árbitro(s): Silviu Petrescu | Asistencia: 48 000 espectadores Árbitro(s): Silviu Petrescu |

| Uniformes | Uniformes |
| --------- | --------- |
|           |           |

#### Argentina vs. Bolivia
| 6 de junio de 2015 | Argentina                                              | 5:0 (3:0) | Bolivia | Estadio del Bicentenario, San Juan                       |                                                          |
| 20:00 (UTC-3)      | Di María 25', 55' (pen.) · Agüero 29' (pen.), 31', 51' | Reporte   |         | Asistencia: 18 000 espectadores Árbitro(s): Jorge Osorio | Asistencia: 18 000 espectadores Árbitro(s): Jorge Osorio |

| Uniformes | Uniformes |
| --------- | --------- |
|           |           |

## Uniforme

### Oficial

#### Manga corta
| Opción 1 | Opción 2 | Opción 3 | Opción 4 | Opción 5 | Opción 6 | Opción 7 | Opción 8 | Opción 9 |

#### Manga larga
| Opción 1 | Opción 2 | Opción 3 | Opción 4 | Opción 5 | Opción 6 | Opción 7 | Opción 8 | Opción 9 |

### Alternativo

#### Manga corta
| Opción 1 | Opción 2 | Opción 3 | Opción 4 | Opción 5 | Opción 6 | Opción 7 | Opción 8 | Opción 9 |

#### Manga larga
| Opción 1 | Opción 2 | Opción 3 | Opción 4 | Opción 5 | Opción 6 | Opción 7 | Opción 8 | Opción 9 |

### Portero
| Opción 1 | Opción 2 | Opción 3 |

### Entrenamiento
|  |  |

### Cuerpo técnico
|  |  |

## Plantel

### Lista preliminar
| N.º |                                         | Nombre             | Posición       | Edad    | PJ | G  | Equipo            |
| --- | --------------------------------------- | ------------------ | -------------- | ------- | -- | -- | ----------------- |
|     | Bandera de la Ciudad de Buenos Aires    | Mariano Andújar    | Guardameta     | 31 años | 11 | 0  | Napoli            |
|     | Bandera de la Provincia de Buenos Aires | Federico Fernández | Defensa        | 26 años | 31 | 3  | Swansea City      |
|     | Bandera de la Provincia de Buenos Aires | Lucas Orbán        | Defensa        | 26 años | 2  | 0  | Valencia          |
|     | Bandera de la Provincia de Mendoza      | Enzo Pérez         | Centrocampista | 29 años | 14 | 1  | Valencia          |
|     | Bandera de la Provincia de Santa Fe     | Federico Mancuello | Centrocampista | 26 años | 2  | 1  | Independiente     |
|     | Bandera de la Provincia de Santa Fe     | Maxi Rodríguez     | Centrocampista | 34 años | 57 | 16 | Newell's Old Boys |
|     | Bandera de la Provincia de Buenos Aires | Nicolás Gaitán     | Centrocampista | 27 años | 9  | 2  | Benfica           |

### Lista final
| N.º |                                         | Nombre            | Posición       | Edad    | PJ  | G  | Equipo              |
| --- | --------------------------------------- | ----------------- | -------------- | ------- | --- | -- | ------------------- |
| 1   | Bandera de la Provincia de Misiones     | Sergio Romero     | Guardameta     | 28 años | 58  | 0  | Sampdoria           |
| 12  | Bandera de la Provincia de Santa Fe     | Nahuel Guzmán     | Guardameta     | 29 años | 3   | 0  | Tigres              |
| 23  | Bandera de la Provincia de Buenos Aires | Agustín Marchesín | Guardameta     | 27 años | 2   | 0  | Santos Laguna       |
| 2   | Bandera de la Provincia de Santa Fe     | Ezequiel Garay    | Defensa        | 28 años | 26  | 0  | Zenit               |
| 3   | Bandera de la Provincia de Entre Ríos   | Facundo Roncaglia | Defensa        | 28 años | 4   | 0  | Genoa               |
| 4   | Bandera de la Ciudad de Buenos Aires    | Pablo Zabaleta    | Defensa        | 30 años | 48  | 0  | Manchester City     |
| 13  | Bandera de la Provincia de Entre Ríos   | Milton Casco      | Defensa        | 27 años | 1   | 0  | Newell's Old Boys   |
| 15  | Bandera de la Provincia de Córdoba      | Martín Demichelis | Defensa        | 34 años | 44  | 2  | Manchester City     |
| 16  | Bandera de la Provincia de Buenos Aires | Marcos Rojo       | Defensa        | 25 años | 31  | 1  | Manchester United   |
| 17  | Bandera de la Ciudad de Buenos Aires    | Nicolás Otamendi  | Defensa        | 27 años | 19  | 1  | Valencia            |
| 5   | Bandera de la Provincia de Buenos Aires | Fernando Gago     | Centrocampista | 29 años | 57  | 0  | Boca Juniors        |
| 6   | Bandera de la Provincia de Buenos Aires | Lucas Biglia      | Centrocampista | 29 años | 28  | 0  | Lazio               |
| 8   | Bandera de la Provincia de Tucumán      | Roberto Pereyra   | Centrocampista | 24 años | 6   | 0  | Juventus            |
| 14  | Bandera de la Provincia de Santa Fe     | Javier Mascherano | Centrocampista | 31 años | 111 | 3  | Barcelona           |
| 19  | Bandera de la Provincia de Santa Fe     | Éver Banega       | Centrocampista | 26 años | 28  | 4  | Sevilla             |
| 20  | Bandera de la Provincia de Buenos Aires | Erik Lamela       | Centrocampista | 23 años | 10  | 1  | Tottenham Hotspur   |
| 21  | Bandera de la Provincia de Córdoba      | Javier Pastore    | Centrocampista | 25 años | 18  | 1  | Paris Saint-Germain |
| 7   | Bandera de la Provincia de Santa Fe     | Ángel Di María    | Delantero      | 27 años | 59  | 11 | Manchester United   |
| 9   | Bandera de Francia                      | Gonzalo Higuaín   | Delantero      | 27 años | 47  | 23 | Napoli              |
| 10  | Bandera de la Provincia de Santa Fe     | Lionel Messi      | Delantero      | 27 años | 97  | 45 | Barcelona           |
| 11  | Bandera de la Ciudad de Buenos Aires    | Sergio Agüero     | Delantero      | 27 años | 60  | 27 | Manchester City     |
| 18  | Bandera de la Provincia de Buenos Aires | Carlos Tévez      | Delantero      | 31 años | 68  | 13 | Juventus            |
| 22  | Bandera de la Provincia de Santa Fe     | Ezequiel Lavezzi  | Delantero      | 30 años | 39  | 4  | Paris Saint-Germain |
|     | Bandera de la Provincia de Santa Fe     | Gerardo Martino   | Entrenador     | 52 años |     |    |                     |

#### Jugadores por liga
| Liga             | Jugadores aportados |
| ---------------- | ------------------- |
| Premier League   | 6                   |
| Serie A          | 6                   |
| La Liga          | 4                   |
| Liga MX          | 2                   |
| Ligue 1          | 2                   |
| Primera División | 2                   |
| Liga Premier     | 1                   |

#### Jugadores por provincia
| Provincia       | Jugadores aportados |
| --------------- | ------------------- |
| Santa Fe        | 7                   |
| Buenos Aires    | 6                   |
| Capital Federal | 3                   |
| Entre Ríos      | 2                   |
| Córdoba         | 2                   |
| Misiones        | 1                   |
| Tucumán         | 1                   |
| Extranjero      | 1                   |

## Participación

### Partidos
| Fecha       | Lugar        | Instancia        |           |                      | Resultado    |                      |           |
| ----------- | ------------ | ---------------- | --------- | -------------------- | ------------ | -------------------- | --------- |
| 13 de junio | La Serena    | Fase de grupos   | Argentina | Bandera de Argentina | 2:2 (2:0)    | Bandera de Paraguay  | Paraguay  |
| 16 de junio | La Serena    | Fase de grupos   | Argentina | Bandera de Argentina | 1:0 (0:0)    | Bandera de Uruguay   | Uruguay   |
| 20 de junio | Viña del Mar | Fase de grupos   | Argentina | Bandera de Argentina | 1:0 (1:0)    | Bandera de Jamaica   | Jamaica   |
| 26 de junio | Viña del Mar | Cuartos de final | Argentina | Bandera de Argentina | 0:0 (5:4 p.) | Bandera de Colombia  | Colombia  |
| 30 de junio | Concepción   | Semifinal        | Argentina | Bandera de Argentina | 6:1 (2:1)    | Bandera de Paraguay  | Paraguay  |
| 4 de julio  | Santiago     | Final            | Chile     | Bandera de Chile     | 0:0 (4:1 p.) | Bandera de Argentina | Argentina |

### Fase de grupos - Grupo B
| Selección | Pts | PJ | PG | PE | PP | GF | GC | Dif |
| --------- | --- | -- | -- | -- | -- | -- | -- | --- |
| Argentina | 7   | 3  | 2  | 1  | 0  | 4  | 2  | 2   |
| Paraguay  | 5   | 3  | 1  | 2  | 0  | 4  | 3  | 1   |
| Uruguay   | 4   | 3  | 1  | 1  | 1  | 2  | 2  | 0   |
| Jamaica   | 0   | 3  | 0  | 0  | 3  | 0  | 3  | −3  |

|  | Clasificados a los cuartos de final.                   |
|  | Clasificado a los cuartos de final como mejor tercero. |

#### Argentina vs. Paraguay
| 13 de junio   | Argentina                     | 2:2 (2:0) | Paraguay                       | Estadio La Portada, La Serena                             |                                                           |
| 18:30 (UTC-3) | Agüero 28' · Messi 35' (pen.) | Reporte   | Haedo Valdez 59' · Barrios 89' | Asistencia: 16 281 espectadores Árbitro(s): Wilmar Roldán | Asistencia: 16 281 espectadores Árbitro(s): Wilmar Roldán |

| 1          | Guardameta     | Sergio Romero     |     |
| 2          | Defensa        | Ezequiel Garay    |     |
| 3          | Defensa        | Facundo Roncaglia |     |
| 16         | Defensa        | Marcos Rojo       |     |
| 17         | Defensa        | Nicolás Otamendi  |     |
| 14         | Centrocampista | Javier Mascherano |     |
| 19         | Centrocampista | Éver Banega       | 80' |
| 21         | Centrocampista | Javier Pastore    | 74' |
| 7          | Delantero      | Ángel Di María    |     |
| 10         | Delantero      | Lionel Messi      |     |
| 11         | Delantero      | Sergio Agüero     | 75' |
| Entrenador | Entrenador     | Gerardo Martino   |     |

| 12         | Guardameta     | Antony Silva        |     |
| 3          | Defensa        | Marcos Cáceres      |     |
| 4          | Defensa        | Pablo Aguilar       |     |
| 6          | Defensa        | Miguel Samudio      |     |
| 14         | Defensa        | Paulo da Silva      |     |
| 13         | Centrocampista | Richard Ortiz       | 46' |
| 15         | Centrocampista | Víctor Cáceres      |     |
| 20         | Centrocampista | Néstor Ortigoza     |     |
| 7          | Delantero      | Raúl Bobadilla      | 65' |
| 9          | Delantero      | Roque Santa Cruz    | 78' |
| 18         | Delantero      | Nelson Haedo Valdez |     |
| Entrenador | Entrenador     | Ramón Díaz          |     |

| 18 | Delantero      | Carlos Tévez    | 74' |
| 9  | Delantero      | Gonzalo Higuaín | 75' |
| 6  | Centrocampista | Lucas Biglia    | 80' |

| 10 | Delantero | Derlis González | 46' |
| 11 | Delantero | Édgar Benítez   | 65' |
| 8  | Delantero | Lucas Barrios   | 78' |

| Anotado         | 28' | Sergio Agüero | 1:0 |
| Anotado · Penal | 35' | Lionel Messi  | 2:0 |

| Anotado | 59' | Nelson Haedo Valdez | 2:1 |
| Anotado | 89' | Lucas Barrios       | 2:2 |

| Amonestado | 40' | Facundo Roncaglia |
| Amonestado | 83' | Nicolás Otamendi  |

| Amonestado | 24' | Pablo Aguilar   |
| Amonestado | 38' | Richard Ortiz   |
| Amonestado | 47' | Derlis González |
| Amonestado | 89' | Lucas Barrios   |

| Árbitro             | Wilmar Roldán       |
| Árbitros asistentes | Alexander Guzmán    |
| Árbitros asistentes | Cristian de la Cruz |
| Cuarto árbitro      | Julio Bascuñán      |
| Quinto árbitro      | Raúl Orellana       |

| 1          | Guardameta     | Sergio Romero     |     |
| 2          | Defensa        | Ezequiel Garay    |     |
| 3          | Defensa        | Facundo Roncaglia |     |
| 16         | Defensa        | Marcos Rojo       |     |
| 17         | Defensa        | Nicolás Otamendi  |     |
| 14         | Centrocampista | Javier Mascherano |     |
| 19         | Centrocampista | Éver Banega       | 80' |
| 21         | Centrocampista | Javier Pastore    | 74' |
| 7          | Delantero      | Ángel Di María    |     |
| 10         | Delantero      | Lionel Messi      |     |
| 11         | Delantero      | Sergio Agüero     | 75' |
| Entrenador | Entrenador     | Gerardo Martino   |     |

| 12         | Guardameta     | Antony Silva        |     |
| 3          | Defensa        | Marcos Cáceres      |     |
| 4          | Defensa        | Pablo Aguilar       |     |
| 6          | Defensa        | Miguel Samudio      |     |
| 14         | Defensa        | Paulo da Silva      |     |
| 13         | Centrocampista | Richard Ortiz       | 46' |
| 15         | Centrocampista | Víctor Cáceres      |     |
| 20         | Centrocampista | Néstor Ortigoza     |     |
| 7          | Delantero      | Raúl Bobadilla      | 65' |
| 9          | Delantero      | Roque Santa Cruz    | 78' |
| 18         | Delantero      | Nelson Haedo Valdez |     |
| Entrenador | Entrenador     | Ramón Díaz          |     |

| 18 | Delantero      | Carlos Tévez    | 74' |
| 9  | Delantero      | Gonzalo Higuaín | 75' |
| 6  | Centrocampista | Lucas Biglia    | 80' |

| 10 | Delantero | Derlis González | 46' |
| 11 | Delantero | Édgar Benítez   | 65' |
| 8  | Delantero | Lucas Barrios   | 78' |

| Anotado         | 28' | Sergio Agüero | 1:0 |
| Anotado · Penal | 35' | Lionel Messi  | 2:0 |

| Anotado | 59' | Nelson Haedo Valdez | 2:1 |
| Anotado | 89' | Lucas Barrios       | 2:2 |

| Amonestado | 40' | Facundo Roncaglia |
| Amonestado | 83' | Nicolás Otamendi  |

| Amonestado | 24' | Pablo Aguilar   |
| Amonestado | 38' | Richard Ortiz   |
| Amonestado | 47' | Derlis González |
| Amonestado | 89' | Lucas Barrios   |

| Árbitro             | Wilmar Roldán       |
| Árbitros asistentes | Alexander Guzmán    |
| Árbitros asistentes | Cristian de la Cruz |
| Cuarto árbitro      | Julio Bascuñán      |
| Quinto árbitro      | Raúl Orellana       |

| Estadísticas      | Bandera de Argentina | Bandera de Paraguay |
| Tiros             | 18                   | 7                   |
| Tiros a puerta    | 7                    | 3                   |
| Faltas            | 15                   | 16                  |
| Saques de esquina | 9                    | 3                   |
| Penaltis          | 1 (1)                | 0                   |
| Fueras de juego   | 1                    | 2                   |
| Posesión de balón | 68%                  | 32%                 |

#### Argentina vs. Uruguay
| 16 de junio   | Argentina  | 1:0 (0:0) | Uruguay | Estadio La Portada, La Serena                            |                                                          |
| 20:30 (UTC-3) | Agüero 55' | Reporte   |         | Asistencia: 17 014 espectadores Árbitro(s): Sandro Ricci | Asistencia: 17 014 espectadores Árbitro(s): Sandro Ricci |

| 1          | Guardameta     | Sergio Romero     |     |
| 2          | Defensa        | Ezequiel Garay    |     |
| 4          | Defensa        | Pablo Zabaleta    |     |
| 16         | Defensa        | Marcos Rojo       |     |
| 17         | Defensa        | Nicolás Otamendi  |     |
| 6          | Centrocampista | Lucas Biglia      |     |
| 14         | Centrocampista | Javier Mascherano |     |
| 21         | Centrocampista | Javier Pastore    | 74' |
| 7          | Delantero      | Ángel Di María    | 88' |
| 10         | Delantero      | Lionel Messi      |     |
| 11         | Delantero      | Sergio Agüero     | 81' |
| Entrenador | Entrenador     | Gerardo Martino   |     |

| 1          | Guardameta     | Fernando Muslera         |     |
| 2          | Defensa        | José María Giménez       |     |
| 3          | Defensa        | Diego Godín              |     |
| 6          | Defensa        | Álvaro Pereira           |     |
| 16         | Defensa        | Maximiliano Pereira      |     |
| 7          | Centrocampista | Cristian Rodríguez       | 63' |
| 9          | Centrocampista | Diego Rolán              |     |
| 14         | Centrocampista | Nicolás Lodeiro          | 69' |
| 17         | Centrocampista | Egidio Arévalo Ríos      |     |
| 20         | Centrocampista | Álvaro González          |     |
| 21         | Delantero      | Edinson Cavani           |     |
| Entrenador | Entrenador     | Óscar Washington Tabárez |     |

| 19 | Centrocampista | Éver Banega     | 74' |
| 18 | Delantero      | Carlos Tévez    | 81' |
| 8  | Centrocampista | Roberto Pereyra | 88' |

| 5 | Centrocampista | Carlos Sánchez | 63' |
| 8 | Delantero      | Abel Hernández | 69' |

| Anotado | 55' | Sergio Agüero | 1:0 |

| Expulsado  | 30' | Gerardo Martino   |
| Amonestado | 45' | Javier Mascherano |
| Amonestado | 71' | Marcos Rojo       |
| Amonestado | 84' | Sergio Romero     |

| Árbitro             | Sandro Ricci        |
| Árbitros asistentes | Emerson de Carvalho |
| Árbitros asistentes | Fabio Pereira       |
| Cuarto árbitro      | Julio Bascuñán      |
| Quinto árbitro      | Raúl Orellana       |

| 1          | Guardameta     | Sergio Romero     |     |
| 2          | Defensa        | Ezequiel Garay    |     |
| 4          | Defensa        | Pablo Zabaleta    |     |
| 16         | Defensa        | Marcos Rojo       |     |
| 17         | Defensa        | Nicolás Otamendi  |     |
| 6          | Centrocampista | Lucas Biglia      |     |
| 14         | Centrocampista | Javier Mascherano |     |
| 21         | Centrocampista | Javier Pastore    | 74' |
| 7          | Delantero      | Ángel Di María    | 88' |
| 10         | Delantero      | Lionel Messi      |     |
| 11         | Delantero      | Sergio Agüero     | 81' |
| Entrenador | Entrenador     | Gerardo Martino   |     |

| 1          | Guardameta     | Fernando Muslera         |     |
| 2          | Defensa        | José María Giménez       |     |
| 3          | Defensa        | Diego Godín              |     |
| 6          | Defensa        | Álvaro Pereira           |     |
| 16         | Defensa        | Maximiliano Pereira      |     |
| 7          | Centrocampista | Cristian Rodríguez       | 63' |
| 9          | Centrocampista | Diego Rolán              |     |
| 14         | Centrocampista | Nicolás Lodeiro          | 69' |
| 17         | Centrocampista | Egidio Arévalo Ríos      |     |
| 20         | Centrocampista | Álvaro González          |     |
| 21         | Delantero      | Edinson Cavani           |     |
| Entrenador | Entrenador     | Óscar Washington Tabárez |     |

| 19 | Centrocampista | Éver Banega     | 74' |
| 18 | Delantero      | Carlos Tévez    | 81' |
| 8  | Centrocampista | Roberto Pereyra | 88' |

| 5 | Centrocampista | Carlos Sánchez | 63' |
| 8 | Delantero      | Abel Hernández | 69' |

| Anotado | 55' | Sergio Agüero | 1:0 |

| Expulsado  | 30' | Gerardo Martino   |
| Amonestado | 45' | Javier Mascherano |
| Amonestado | 71' | Marcos Rojo       |
| Amonestado | 84' | Sergio Romero     |

| Árbitro             | Sandro Ricci        |
| Árbitros asistentes | Emerson de Carvalho |
| Árbitros asistentes | Fabio Pereira       |
| Cuarto árbitro      | Julio Bascuñán      |
| Quinto árbitro      | Raúl Orellana       |

| Estadísticas      | Bandera de Argentina | Bandera de Uruguay |
| Tiros             | 11                   | 12                 |
| Tiros a puerta    | 7                    | 3                  |
| Faltas            | 12                   | 22                 |
| Saques de esquina | 8                    | 4                  |
| Penaltis          | 0                    | 0                  |
| Fueras de juego   | 1                    | 0                  |
| Posesión de balón | 66%                  | 34%                |

#### Argentina vs. Jamaica
| 20 de junio   | Argentina   | 1:0 (1:0) | Jamaica | Estadio Sausalito, Viña del Mar                            |                                                            |
| 18:30 (UTC-3) | Higuaín 11' | Reporte   |         | Asistencia: 21 083 espectadores Árbitro(s): Julio Bascuñán | Asistencia: 21 083 espectadores Árbitro(s): Julio Bascuñán |

| 1          | Guardameta     | Sergio Romero     |     |
| 2          | Defensa        | Ezequiel Garay    |     |
| 4          | Defensa        | Pablo Zabaleta    |     |
| 15         | Defensa        | Martín Demichelis |     |
| 16         | Defensa        | Marcos Rojo       |     |
| 6          | Centrocampista | Lucas Biglia      |     |
| 14         | Centrocampista | Javier Mascherano |     |
| 21         | Centrocampista | Javier Pastore    | 59' |
| 7          | Delantero      | Ángel Di María    | 84' |
| 9          | Delantero      | Gonzalo Higuaín   | 72' |
| 10         | Delantero      | Lionel Messi      |     |
| Entrenador | Entrenador     | Jorge Pautasso    |     |

| 12         | Guardameta     | Dwayne Miller    |     |
| 3          | Defensa        | Michael Hector   | 71' |
| 4          | Defensa        | Wes Morgan       |     |
| 19         | Defensa        | Adrian Mariappa  |     |
| 20         | Defensa        | Kemar Lawrence   |     |
| 5          | Centrocampista | Lance Laing      | 71' |
| 10         | Centrocampista | Jobi McAnuff     |     |
| 15         | Centrocampista | Je-Vaughn Watson |     |
| 17         | Centrocampista | Rodolph Austin   |     |
| 22         | Centrocampista | Garath McCleary  |     |
| 6          | Delantero      | Deshorn Brown    | 78' |
| Entrenador | Entrenador     | Winfried Schäfer |     |

| 8  | Centrocampista | Roberto Pereyra | 59' |
| 18 | Delantero      | Carlos Tévez    | 72' |
| 20 | Centrocampista | Erik Lamela     | 84' |

| 18 | Delantero      | Simon Dawkins   | 71' |
| 21 | Centrocampista | Jermaine Taylor | 71' |
| 9  | Centrocampista | Giles Barnes    | 78' |

| Anotado | 11' | Gonzalo Higuaín | 1:0 |

| Amonestado | 45' | Javier Pastore |
| Amonestado | 90' | Pablo Zabaleta |

| Amonestado | 30' | Je-Vaughn Watson |
| Amonestado | 52' | Michael Hector   |
| Amonestado | 52' | Rodolph Austin   |

| Árbitro             | Julio Bascuñán   |
| Árbitros asistentes | Carlos Astroza   |
| Árbitros asistentes | Marcelo Barraza  |
| Cuarto árbitro      | Raúl Orosco      |
| Quinto árbitro      | Javier Bustillos |

| 1          | Guardameta     | Sergio Romero     |     |
| 2          | Defensa        | Ezequiel Garay    |     |
| 4          | Defensa        | Pablo Zabaleta    |     |
| 15         | Defensa        | Martín Demichelis |     |
| 16         | Defensa        | Marcos Rojo       |     |
| 6          | Centrocampista | Lucas Biglia      |     |
| 14         | Centrocampista | Javier Mascherano |     |
| 21         | Centrocampista | Javier Pastore    | 59' |
| 7          | Delantero      | Ángel Di María    | 84' |
| 9          | Delantero      | Gonzalo Higuaín   | 72' |
| 10         | Delantero      | Lionel Messi      |     |
| Entrenador | Entrenador     | Jorge Pautasso    |     |

| 12         | Guardameta     | Dwayne Miller    |     |
| 3          | Defensa        | Michael Hector   | 71' |
| 4          | Defensa        | Wes Morgan       |     |
| 19         | Defensa        | Adrian Mariappa  |     |
| 20         | Defensa        | Kemar Lawrence   |     |
| 5          | Centrocampista | Lance Laing      | 71' |
| 10         | Centrocampista | Jobi McAnuff     |     |
| 15         | Centrocampista | Je-Vaughn Watson |     |
| 17         | Centrocampista | Rodolph Austin   |     |
| 22         | Centrocampista | Garath McCleary  |     |
| 6          | Delantero      | Deshorn Brown    | 78' |
| Entrenador | Entrenador     | Winfried Schäfer |     |

| 8  | Centrocampista | Roberto Pereyra | 59' |
| 18 | Delantero      | Carlos Tévez    | 72' |
| 20 | Centrocampista | Erik Lamela     | 84' |

| 18 | Delantero      | Simon Dawkins   | 71' |
| 21 | Centrocampista | Jermaine Taylor | 71' |
| 9  | Centrocampista | Giles Barnes    | 78' |

| Anotado | 11' | Gonzalo Higuaín | 1:0 |

| Amonestado | 45' | Javier Pastore |
| Amonestado | 90' | Pablo Zabaleta |

| Amonestado | 30' | Je-Vaughn Watson |
| Amonestado | 52' | Michael Hector   |
| Amonestado | 52' | Rodolph Austin   |

| Árbitro             | Julio Bascuñán   |
| Árbitros asistentes | Carlos Astroza   |
| Árbitros asistentes | Marcelo Barraza  |
| Cuarto árbitro      | Raúl Orosco      |
| Quinto árbitro      | Javier Bustillos |

| Estadísticas      | Bandera de Argentina | Bandera de Jamaica |
| Tiros             | 17                   | 5                  |
| Tiros a puerta    | 12                   | 1                  |
| Faltas            | 10                   | 10                 |
| Saques de esquina | 7                    | 5                  |
| Penaltis          | 0                    | 0                  |
| Fueras de juego   | 2                    | 1                  |
| Posesión de balón | 71%                  | 29%                |

### Cuartos de final

#### Argentina vs. Colombia
| 26 de junio   | Argentina                                                | 0:0 (5:4 p.)               | Colombia                                                            | Estadio Sausalito, Viña del Mar                            |                                                            |
| 20:30 (UTC-3) |                                                          | Reporte                    |                                                                     | Asistencia: 21 508 espectadores Árbitro(s): Roberto García | Asistencia: 21 508 espectadores Árbitro(s): Roberto García |
|               |                                                          | Tiros desde el punto penal |                                                                     |                                                            |                                                            |
|               | Messi · Garay · Banega · Lavezzi · Biglia · Rojo · Tévez |                            | Rodríguez · Falcao · Cuadrado · Muriel · Cardona · Zúñiga · Murillo |                                                            |                                                            |

| 1          | Guardameta     | Sergio Romero     |     |
| 2          | Defensa        | Ezequiel Garay    |     |
| 4          | Defensa        | Pablo Zabaleta    |     |
| 16         | Defensa        | Marcos Rojo       |     |
| 17         | Defensa        | Nicolás Otamendi  |     |
| 6          | Centrocampista | Lucas Biglia      |     |
| 14         | Centrocampista | Javier Mascherano |     |
| 21         | Centrocampista | Javier Pastore    | 77' |
| 7          | Delantero      | Ángel Di María    | 86' |
| 10         | Delantero      | Lionel Messi      |     |
| 11         | Delantero      | Sergio Agüero     | 73' |
| Entrenador | Entrenador     | Gerardo Martino   |     |

| 1          | Guardameta     | David Ospina            |     |
| 2          | Defensa        | Cristian Zapata         |     |
| 4          | Defensa        | Santiago Arias          |     |
| 18         | Defensa        | Camilo Zúñiga           |     |
| 22         | Defensa        | Jeison Murillo          |     |
| 10         | Centrocampista | James Rodríguez         |     |
| 11         | Centrocampista | Juan Guillermo Cuadrado |     |
| 15         | Centrocampista | Alexander Mejía         |     |
| 16         | Centrocampista | Víctor Ibarbo           | 85' |
| 19         | Delantero      | Teófilo Gutiérrez       | 23' |
| 21         | Delantero      | Jackson Martínez        | 74' |
| Entrenador | Entrenador     | José Pékerman           |     |

| 18 | Delantero      | Carlos Tévez     | 73' |
| 19 | Centrocampista | Éver Banega      | 77' |
| 22 | Delantero      | Ezequiel Lavezzi | 86' |

| 8  | Centrocampista | Edwin Cardona  | 23' |
| 9  | Delantero      | Radamel Falcao | 74' |
| 20 | Centrocampista | Luis Muriel    | 85' |

|                  |                            | 0:1 | Acierto de penal          | James Rodríguez |
| Lionel Messi     | Acierto de penal           | 1:1 |                           |                 |
|                  |                            | 1:2 | Acierto de penal          | Radamel Falcao  |
| Ezequiel Garay   | Acierto de penal           | 2:2 |                           |                 |
|                  |                            | 2:3 | Acierto de penal          | Juan Cuadrado   |
| Éver Banega      | Acierto de penal           | 3:3 |                           |                 |
|                  |                            | 3:3 | Fallo de penal (desviado) | Luis Muriel     |
| Ezequiel Lavezzi | Acierto de penal           | 4:3 |                           |                 |
|                  |                            | 4:4 | Acierto de penal          | Edwin Cardona   |
| Lucas Biglia     | Fallo de penal (desviado)  | 4:4 |                           |                 |
|                  |                            | 4:4 | Fallo de penal (atajado)  | Camilo Zúñiga   |
| Marcos Rojo      | Fallo de penal (travesaño) | 4:4 |                           |                 |
|                  |                            | 4:4 | Fallo de penal (desviado) | Jeison Murillo  |
| Carlos Tévez     | Acierto de penal           | 5:4 |                           |                 |

| Amonestado | 20' | Sergio Agüero     |
| Amonestado | 33' | Javier Mascherano |
| Amonestado | 90' | Lionel Messi      |

| Amonestado | 11' | James Rodríguez |
| Amonestado | 21' | Alexander Mejía |
| Amonestado | 36' | Santiago Arias  |
| Amonestado | 40' | Juan Cuadrado   |
| Amonestado | 85' | Radamel Falcao  |

| Árbitro             | Roberto García     |
| Árbitros asistentes | José Luis Camargo  |
| Árbitros asistentes | Marvin Torrentera  |
| Cuarto árbitro      | Raúl Orosco        |
| Quinto árbitro      | Juan Pablo Montaño |

| 1          | Guardameta     | Sergio Romero     |     |
| 2          | Defensa        | Ezequiel Garay    |     |
| 4          | Defensa        | Pablo Zabaleta    |     |
| 16         | Defensa        | Marcos Rojo       |     |
| 17         | Defensa        | Nicolás Otamendi  |     |
| 6          | Centrocampista | Lucas Biglia      |     |
| 14         | Centrocampista | Javier Mascherano |     |
| 21         | Centrocampista | Javier Pastore    | 77' |
| 7          | Delantero      | Ángel Di María    | 86' |
| 10         | Delantero      | Lionel Messi      |     |
| 11         | Delantero      | Sergio Agüero     | 73' |
| Entrenador | Entrenador     | Gerardo Martino   |     |

| 1          | Guardameta     | David Ospina            |     |
| 2          | Defensa        | Cristian Zapata         |     |
| 4          | Defensa        | Santiago Arias          |     |
| 18         | Defensa        | Camilo Zúñiga           |     |
| 22         | Defensa        | Jeison Murillo          |     |
| 10         | Centrocampista | James Rodríguez         |     |
| 11         | Centrocampista | Juan Guillermo Cuadrado |     |
| 15         | Centrocampista | Alexander Mejía         |     |
| 16         | Centrocampista | Víctor Ibarbo           | 85' |
| 19         | Delantero      | Teófilo Gutiérrez       | 23' |
| 21         | Delantero      | Jackson Martínez        | 74' |
| Entrenador | Entrenador     | José Pékerman           |     |

| 18 | Delantero      | Carlos Tévez     | 73' |
| 19 | Centrocampista | Éver Banega      | 77' |
| 22 | Delantero      | Ezequiel Lavezzi | 86' |

| 8  | Centrocampista | Edwin Cardona  | 23' |
| 9  | Delantero      | Radamel Falcao | 74' |
| 20 | Centrocampista | Luis Muriel    | 85' |

|                  |                            | 0:1 | Acierto de penal          | James Rodríguez |
| Lionel Messi     | Acierto de penal           | 1:1 |                           |                 |
|                  |                            | 1:2 | Acierto de penal          | Radamel Falcao  |
| Ezequiel Garay   | Acierto de penal           | 2:2 |                           |                 |
|                  |                            | 2:3 | Acierto de penal          | Juan Cuadrado   |
| Éver Banega      | Acierto de penal           | 3:3 |                           |                 |
|                  |                            | 3:3 | Fallo de penal (desviado) | Luis Muriel     |
| Ezequiel Lavezzi | Acierto de penal           | 4:3 |                           |                 |
|                  |                            | 4:4 | Acierto de penal          | Edwin Cardona   |
| Lucas Biglia     | Fallo de penal (desviado)  | 4:4 |                           |                 |
|                  |                            | 4:4 | Fallo de penal (atajado)  | Camilo Zúñiga   |
| Marcos Rojo      | Fallo de penal (travesaño) | 4:4 |                           |                 |
|                  |                            | 4:4 | Fallo de penal (desviado) | Jeison Murillo  |
| Carlos Tévez     | Acierto de penal           | 5:4 |                           |                 |

| Amonestado | 20' | Sergio Agüero     |
| Amonestado | 33' | Javier Mascherano |
| Amonestado | 90' | Lionel Messi      |

| Amonestado | 11' | James Rodríguez |
| Amonestado | 21' | Alexander Mejía |
| Amonestado | 36' | Santiago Arias  |
| Amonestado | 40' | Juan Cuadrado   |
| Amonestado | 85' | Radamel Falcao  |

| Árbitro             | Roberto García     |
| Árbitros asistentes | José Luis Camargo  |
| Árbitros asistentes | Marvin Torrentera  |
| Cuarto árbitro      | Raúl Orosco        |
| Quinto árbitro      | Juan Pablo Montaño |

| Estadísticas      | Bandera de Argentina | Bandera de Colombia |
| Tiros             | 16                   | 2                   |
| Tiros a puerta    | 6                    | 1                   |
| Faltas            | 13                   | 22                  |
| Saques de esquina | 8                    | 1                   |
| Penaltis          | 0                    | 0                   |
| Fueras de juego   | 2                    | 0                   |
| Posesión de balón | 61%                  | 39%                 |

### Semifinales

#### Argentina vs. Paraguay
| 30 de junio   | Argentina                                                             | 6:1 (2:1) | Paraguay    | Estadio Municipal, Concepción                            |                                                          |
| 20:30 (UTC-3) | Rojo 15' · Pastore 27' · Di María 47', 53' · Agüero 80' · Higuaín 83' | Reporte   | Barrios 42' | Asistencia: 29 205 espectadores Árbitro(s): Sandro Ricci | Asistencia: 29 205 espectadores Árbitro(s): Sandro Ricci |

| 1          | Guardameta     | Sergio Romero     |     |
| 4          | Defensa        | Pablo Zabaleta    |     |
| 15         | Defensa        | Martín Demichelis |     |
| 16         | Defensa        | Marcos Rojo       |     |
| 17         | Defensa        | Nicolás Otamendi  |     |
| 6          | Centrocampista | Lucas Biglia      |     |
| 14         | Centrocampista | Javier Mascherano | 76' |
| 21         | Centrocampista | Javier Pastore    | 72' |
| 7          | Delantero      | Ángel Di María    |     |
| 10         | Delantero      | Lionel Messi      |     |
| 11         | Delantero      | Sergio Agüero     | 81' |
| Entrenador | Entrenador     | Gerardo Martino   |     |

| 1          | Guardameta     | Justo Villar        |     |
| 5          | Defensa        | Bruno Valdez        |     |
| 14         | Defensa        | Paulo da Silva      |     |
| 4          | Defensa        | Pablo Aguilar       |     |
| 2          | Defensa        | Iván Piris          |     |
| 13         | Centrocampista | Richard Ortiz       |     |
| 15         | Centrocampista | Víctor Cáceres      |     |
| 10         | Centrocampista | Derlis González     | 26' |
| 11         | Delantero      | Édgar Benítez       |     |
| 18         | Delantero      | Nelson Haedo Valdez | 56' |
| 9          | Delantero      | Roque Santa Cruz    | 29' |
| Entrenador | Entrenador     | Ramón Díaz          |     |

| 19 | Centrocampista | Éver Banega     | 72' |
| 5  | Centrocampista | Fernando Gago   | 76' |
| 9  | Delantero      | Gonzalo Higuaín | 81' |

| 7  | Delantero      | Raúl Bobadilla | 26' |
| 8  | Delantero      | Lucas Barrios  | 29' |
| 21 | Centrocampista | Óscar Romero   | 56' |

| Anotado | 15' | Marcos Rojo     | 1:0 |
| Anotado | 27' | Javier Pastore  | 2:0 |
| Anotado | 47' | Ángel Di María  | 3:1 |
| Anotado | 53' | Ángel Di María  | 4:1 |
| Anotado | 80' | Sergio Agüero   | 5:1 |
| Anotado | 83' | Gonzalo Higuaín | 6:1 |

| Anotado | 42' | Lucas Barrios | 2:1 |

| Amonestado | 12' | Marcos Rojo  |
| Amonestado | 13' | Lucas Biglia |

| Amonestado | 13' | Víctor Cáceres |
| Amonestado | 30' | Paulo da Silva |
| Amonestado | 59' | Richard Ortiz  |

| Árbitro             | Sandro Ricci        |
| Árbitros asistentes | Emerson de Carvalho |
| Árbitros asistentes | Fabio Pereira       |
| Cuarto árbitro      | Wilmar Roldán       |
| Quinto árbitro      | Cristian de la Cruz |

| 1          | Guardameta     | Sergio Romero     |     |
| 4          | Defensa        | Pablo Zabaleta    |     |
| 15         | Defensa        | Martín Demichelis |     |
| 16         | Defensa        | Marcos Rojo       |     |
| 17         | Defensa        | Nicolás Otamendi  |     |
| 6          | Centrocampista | Lucas Biglia      |     |
| 14         | Centrocampista | Javier Mascherano | 76' |
| 21         | Centrocampista | Javier Pastore    | 72' |
| 7          | Delantero      | Ángel Di María    |     |
| 10         | Delantero      | Lionel Messi      |     |
| 11         | Delantero      | Sergio Agüero     | 81' |
| Entrenador | Entrenador     | Gerardo Martino   |     |

| 1          | Guardameta     | Justo Villar        |     |
| 5          | Defensa        | Bruno Valdez        |     |
| 14         | Defensa        | Paulo da Silva      |     |
| 4          | Defensa        | Pablo Aguilar       |     |
| 2          | Defensa        | Iván Piris          |     |
| 13         | Centrocampista | Richard Ortiz       |     |
| 15         | Centrocampista | Víctor Cáceres      |     |
| 10         | Centrocampista | Derlis González     | 26' |
| 11         | Delantero      | Édgar Benítez       |     |
| 18         | Delantero      | Nelson Haedo Valdez | 56' |
| 9          | Delantero      | Roque Santa Cruz    | 29' |
| Entrenador | Entrenador     | Ramón Díaz          |     |

| 19 | Centrocampista | Éver Banega     | 72' |
| 5  | Centrocampista | Fernando Gago   | 76' |
| 9  | Delantero      | Gonzalo Higuaín | 81' |

| 7  | Delantero      | Raúl Bobadilla | 26' |
| 8  | Delantero      | Lucas Barrios  | 29' |
| 21 | Centrocampista | Óscar Romero   | 56' |

| Anotado | 15' | Marcos Rojo     | 1:0 |
| Anotado | 27' | Javier Pastore  | 2:0 |
| Anotado | 47' | Ángel Di María  | 3:1 |
| Anotado | 53' | Ángel Di María  | 4:1 |
| Anotado | 80' | Sergio Agüero   | 5:1 |
| Anotado | 83' | Gonzalo Higuaín | 6:1 |

| Anotado | 42' | Lucas Barrios | 2:1 |

| Amonestado | 12' | Marcos Rojo  |
| Amonestado | 13' | Lucas Biglia |

| Amonestado | 13' | Víctor Cáceres |
| Amonestado | 30' | Paulo da Silva |
| Amonestado | 59' | Richard Ortiz  |

| Árbitro             | Sandro Ricci        |
| Árbitros asistentes | Emerson de Carvalho |
| Árbitros asistentes | Fabio Pereira       |
| Cuarto árbitro      | Wilmar Roldán       |
| Quinto árbitro      | Cristian de la Cruz |

| Estadísticas      | Bandera de Argentina | Bandera de Paraguay |
| Tiros             | 15                   | 14                  |
| Tiros a puerta    | 10                   | 3                   |
| Faltas            | 12                   | 19                  |
| Saques de esquina | 3                    | 3                   |
| Penaltis          | 0                    | 0                   |
| Fueras de juego   | 4                    | 1                   |
| Posesión de balón | 60%                  | 40%                 |

### Final

#### Chile vs. Argentina
| 4 de julio    | Chile                                  | 0:0 (t. s.)(4:1 p.)        | Argentina                | Estadio Nacional, Santiago                                |                                                           |
| 17:00 (UTC-3) |                                        | Reporte                    |                          | Asistencia: 45 693 espectadores Árbitro(s): Wilmar Roldán | Asistencia: 45 693 espectadores Árbitro(s): Wilmar Roldán |
|               |                                        | Tiros desde el punto penal |                          |                                                           |                                                           |
|               | Fernández · Vidal · Aránguiz · Sánchez |                            | Messi · Higuaín · Banega |                                                           |                                                           |

| 1          | Guardameta     | Claudio Bravo    |     |
| 5          | Defensa        | Francisco Silva  |     |
| 17         | Defensa        | Gary Medel       |     |
| 21         | Defensa        | Marcelo Díaz     |     |
| 4          | Centrocampista | Mauricio Isla    |     |
| 8          | Centrocampista | Arturo Vidal     |     |
| 10         | Centrocampista | Jorge Valdivia   | 75' |
| 20         | Centrocampista | Charles Aránguiz |     |
| 7          | Delantero      | Alexis Sánchez   |     |
| 11         | Delantero      | Eduardo Vargas   | 95' |
| 15         | Delantero      | Jean Beausejour  |     |
| Entrenador | Entrenador     | Jorge Sampaoli   |     |

| 1          | Guardameta     | Sergio Romero     |     |
| 4          | Defensa        | Pablo Zabaleta    |     |
| 15         | Defensa        | Martín Demichelis |     |
| 16         | Defensa        | Marcos Rojo       |     |
| 17         | Defensa        | Nicolás Otamendi  |     |
| 6          | Centrocampista | Lucas Biglia      |     |
| 14         | Centrocampista | Javier Mascherano |     |
| 21         | Centrocampista | Javier Pastore    | 81' |
| 7          | Delantero      | Ángel Di María    | 29' |
| 10         | Delantero      | Lionel Messi      |     |
| 11         | Delantero      | Sergio Agüero     | 74' |
| Entrenador | Entrenador     | Gerardo Martino   |     |

| 14 | Centrocampista | Matías Fernández | 75' |
| 22 | Delantero      | Ángelo Henríquez | 95' |

| 22 | Delantero      | Ezequiel Lavezzi | 29' |
| 9  | Delantero      | Gonzalo Higuaín  | 74' |
| 19 | Centrocampista | Éver Banega      | 81' |

| Matías Fernández | Acierto de penal | 1:0 |                           |                 |
|                  |                  | 1:1 | Acierto de penal          | Lionel Messi    |
| Arturo Vidal     | Acierto de penal | 2:1 |                           |                 |
|                  |                  | 2:1 | Fallo de penal (desviado) | Gonzalo Higuaín |
| Charles Aránguiz | Acierto de penal | 3:1 |                           |                 |
|                  |                  | 3:1 | Fallo de penal (atajado)  | Éver Banega     |
| Alexis Sánchez   | Acierto de penal | 4:1 |                           |                 |

| Amonestado | 24' | Francisco Silva  |
| Amonestado | 34' | Marcelo Díaz     |
| Amonestado | 44' | Gary Medel       |
| Amonestado | 87' | Charles Aránguiz |

| Amonestado | 55' | Marcos Rojo       |
| Amonestado | 56' | Javier Mascherano |
| Amonestado | 91' | Éver Banega       |

| Árbitro             | Wilmar Roldán       |
| Árbitros asistentes | Alexander Guzmán    |
| Árbitros asistentes | Cristian de la Cruz |
| Cuarto árbitro      | José Argote         |
| Quinto árbitro      | Christian Lescano   |

| 1          | Guardameta     | Claudio Bravo    |     |
| 5          | Defensa        | Francisco Silva  |     |
| 17         | Defensa        | Gary Medel       |     |
| 21         | Defensa        | Marcelo Díaz     |     |
| 4          | Centrocampista | Mauricio Isla    |     |
| 8          | Centrocampista | Arturo Vidal     |     |
| 10         | Centrocampista | Jorge Valdivia   | 75' |
| 20         | Centrocampista | Charles Aránguiz |     |
| 7          | Delantero      | Alexis Sánchez   |     |
| 11         | Delantero      | Eduardo Vargas   | 95' |
| 15         | Delantero      | Jean Beausejour  |     |
| Entrenador | Entrenador     | Jorge Sampaoli   |     |

| 1          | Guardameta     | Sergio Romero     |     |
| 4          | Defensa        | Pablo Zabaleta    |     |
| 15         | Defensa        | Martín Demichelis |     |
| 16         | Defensa        | Marcos Rojo       |     |
| 17         | Defensa        | Nicolás Otamendi  |     |
| 6          | Centrocampista | Lucas Biglia      |     |
| 14         | Centrocampista | Javier Mascherano |     |
| 21         | Centrocampista | Javier Pastore    | 81' |
| 7          | Delantero      | Ángel Di María    | 29' |
| 10         | Delantero      | Lionel Messi      |     |
| 11         | Delantero      | Sergio Agüero     | 74' |
| Entrenador | Entrenador     | Gerardo Martino   |     |

| 14 | Centrocampista | Matías Fernández | 75' |
| 22 | Delantero      | Ángelo Henríquez | 95' |

| 22 | Delantero      | Ezequiel Lavezzi | 29' |
| 9  | Delantero      | Gonzalo Higuaín  | 74' |
| 19 | Centrocampista | Éver Banega      | 81' |

| Matías Fernández | Acierto de penal | 1:0 |                           |                 |
|                  |                  | 1:1 | Acierto de penal          | Lionel Messi    |
| Arturo Vidal     | Acierto de penal | 2:1 |                           |                 |
|                  |                  | 2:1 | Fallo de penal (desviado) | Gonzalo Higuaín |
| Charles Aránguiz | Acierto de penal | 3:1 |                           |                 |
|                  |                  | 3:1 | Fallo de penal (atajado)  | Éver Banega     |
| Alexis Sánchez   | Acierto de penal | 4:1 |                           |                 |

| Amonestado | 24' | Francisco Silva  |
| Amonestado | 34' | Marcelo Díaz     |
| Amonestado | 44' | Gary Medel       |
| Amonestado | 87' | Charles Aránguiz |

| Amonestado | 55' | Marcos Rojo       |
| Amonestado | 56' | Javier Mascherano |
| Amonestado | 91' | Éver Banega       |

| Árbitro             | Wilmar Roldán       |
| Árbitros asistentes | Alexander Guzmán    |
| Árbitros asistentes | Cristian de la Cruz |
| Cuarto árbitro      | José Argote         |
| Quinto árbitro      | Christian Lescano   |

| Estadísticas      | Bandera de Chile | Bandera de Argentina |
| Tiros             | 18               | 8                    |
| Tiros a puerta    | 4                | 2                    |
| Faltas            | 28               | 21                   |
| Saques de esquina | 4                | 8                    |
| Penaltis          | 0                | 0                    |
| Fueras de juego   | 1                | 2                    |
| Posesión de balón | 57%              | 43%                  |

## Estadísticas

### Goleadores
| #     | Jugador         | Anotado | PJ | Prom. | Jugada | Cabeza | Tiro libre | Penal |
| ----- | --------------- | ------- | -- | ----- | ------ | ------ | ---------- | ----- |
| 1     | Sergio Agüero   | 3       | 5  | 0.6   | 1      | 2      | 0          | 0     |
| 2     | Gonzalo Higuaín | 2       | 4  | 0.5   | 2      | 0      | 0          | 0     |
|       | Ángel Di María  | 2       | 6  | 0.33  | 2      | 0      | 0          | 0     |
| 3     | Marcos Rojo     | 1       | 5  | 0.2   | 1      | 0      | 0          | 0     |
|       | Lionel Messi    | 1       | 6  | 0.17  | 0      | 0      | 0          | 1     |
|       | Javier Pastore  | 1       | 6  | 0.17  | 1      | 0      | 0          | 0     |
| Total | Total           | 10      | 6  | 1.67  | 7      | 2      | 0          | 1     |

### Asistencias
| #     | Jugador        | Asistencia | Jugada | Cabeza | Tiro libre | Saque de esquina |
| ----- | -------------- | ---------- | ------ | ------ | ---------- | ---------------- |
| 1     | Lionel Messi   | 3          | 2      | 0      | 1          | 0                |
| 2     | Ángel Di María | 2          | 2      | 0      | 0          | 0                |
| 3     | Javier Pastore | 1          | 1      | 0      | 0          | 0                |
|       | Pablo Zabaleta | 1          | 1      | 0      | 0          | 0                |
| Total | Total          | 7          | 6      | 0      | 1          | 0                |

### Tarjetas disciplinarias

#### Fase de grupos
| #     | Jugador           | Amonestado | Otorgado · Expulsado | Expulsado | Sanción   |
| ----- | ----------------- | ---------- | -------------------- | --------- | --------- |
| 1     | Facundo Roncaglia | 1          | 0                    | 0         |           |
|       | Gerardo Martino   | 0          | 0                    | 1         | 1 partido |
|       | Javier Mascherano | 1          | 0                    | 0         |           |
|       | Javier Pastore    | 1          | 0                    | 0         |           |
|       | Marcos Rojo       | 1          | 0                    | 0         |           |
|       | Nicolás Otamendi  | 1          | 0                    | 0         |           |
|       | Pablo Zabaleta    | 1          | 0                    | 0         |           |
|       | Sergio Romero     | 1          | 0                    | 0         |           |
| Total | Total             | 7          | 0                    | 1         |           |

#### Fase final
| #     | Jugador           | Amonestado | Otorgado · Expulsado | Expulsado | Sanción |
| ----- | ----------------- | ---------- | -------------------- | --------- | ------- |
| 1     | Javier Mascherano | 2          | 0                    | 0         |         |
|       | Marcos Rojo       | 2          | 0                    | 0         |         |
| 2     | Éver Banega       | 1          | 0                    | 0         |         |
|       | Lionel Messi      | 1          | 0                    | 0         |         |
|       | Lucas Biglia      | 1          | 0                    | 0         |         |
|       | Sergio Agüero     | 1          | 0                    | 0         |         |
| Total | Total             | 8          | 0                    | 0         |         |